# Jean-Annet d'Astier de La Vigerie
Pour les autres membres de la famille, voir Famille d'Astier de La Vigerie.
 (avril 2023).
Si vous disposez d'ouvrages ou d'articles de référence ou si vous connaissez des sites web de qualité traitant du thème abordé ici, merci de compléter l'article en donnant les références utiles à sa vérifiabilité et en les liant à la section « Notes et références ».
Jean-Annet d'Astier de La Vigerie est un résistant français né à Versailles le 13 mars 1920 et mort le 13 décembre 1976.

## Biographie
Né de François d'Astier de La Vigerie et de Anne-Marie Maurice de Solignac Fénelon, son épouse, il prépare Polytechnique et s'engage dans l'aviation au début de la guerre.
À la suite de l'armistice du 22 juin 1940, il entre aux Affaires indigènes, mais est arrêté pour menées anti-gouvernementales au Maroc, puis en France. Il est alors mis en prison à Nîmes. Réussissant à s'évader, il rejoint la clandestinité et le mouvement Libération, aux côtés d'Yvon Morandat, en liaison avec Combat et Franc-Tireur. 
Il passe au Royaume-Uni en 1942, rejoignant les Forces françaises libres (FFL) et le Bureau central de renseignements et d'action (BCRA). Il sert ensuite au 342e Groupe de bombardement Lorraine, sous le pseudonyme de Jean Baralier.
Au cours d'une mission sur la centrale électrique de Chevilly-Larue, le 3 octobre 1943, il est grièvement blessé alors que son avion est abattu près de la forêt de Compiègne. Resté inconscient, son radio-mitrailleur réussit à le dégager de l'appareil en flammes, mais il est fait prisonnier par les Allemands et interné au Stalag II-A de Neubrandenburg. Il y constitue un réseau de résistance, secondé par le lieutenant Simon Stoloff (FAFL) et Jean Villain. Rapidement, le réseau qu'il dirige contrôle cinq stalags dans le nord-est de l'Allemagne, organise le sabotage dans les usines et dans les commandos, ainsi qu'un service de renseignements qui réussit notamment à s'emparer des plans du missile V2 et du canon V3 encore en projet. Ils mettent également en place le corps-franc « Bayard », qui prendra part à la capture de Neubrandenburg.
Au mois d'avril 1945, d'Astier lance les opérations d'insurrection contre l'armée allemande dans toute la région de l'Elbe à l'Oder, de Berlin à la Baltique, à la suite de la rupture du front de l'Oder par les troupes soviétiques.
Le mois suivant, il se trouve rattaché à l'état-major du maréchal Constantin Rokossovski comme commandant militaire français de cette région. Il se charge d'organiser le rapatriement en France de plus de 120 000 prisonniers de guerre et des déportés du camp de concentration de Ravensbrück.
Au mois de juillet, rentré à Paris, il est nommé député à l'Assemblée consultative.
Devenu adjoint du directeur général de la Radiodiffusion française, il donne sa démission dès le mois de janvier 1946, à la suite du départ du général de Gaulle. Il réalise alors des tournées d'information dans différents pays d'Europe de l'Est (Roumanie, Hongrie, Bulgarie et Tchécoslovaquie), avant de se rendre en Indochine, rejoignant le cabinet du prince Bảo Đại. 
Le 28 octobre 1947, à Paris, il épouse Nadine, Bernadette, Micheline Raoul-Duval. 
Nommé directeur de l'Information à Tahiti en 1951, il crée et devient le directeur de la radiodiffusion à Papeete. 
Il devient ingénieur-conseil dans différentes sociétés, dont la Société Bedaux.
En 1958, il est chargé de mission auprès du ministre des Anciens combattants, Edmond Michelet.

## Décorations
- Officier de la Légion d'honneur par décret du 30 décembre 1948[1].
- Médaille de la Résistance française avec rosette (décret du 24 avril 1946)[3],[4]